# Filz-Klee
Der Filz-Klee (Trifolium tomentosum) ist eine Pflanzenart aus der Gattung Klee (Trifolium) in der Unterfamilie der Schmetterlingsblütler (Faboideae) innerhalb der Familie der Hülsenfrüchtler (Fabaceae).

## Beschreibung

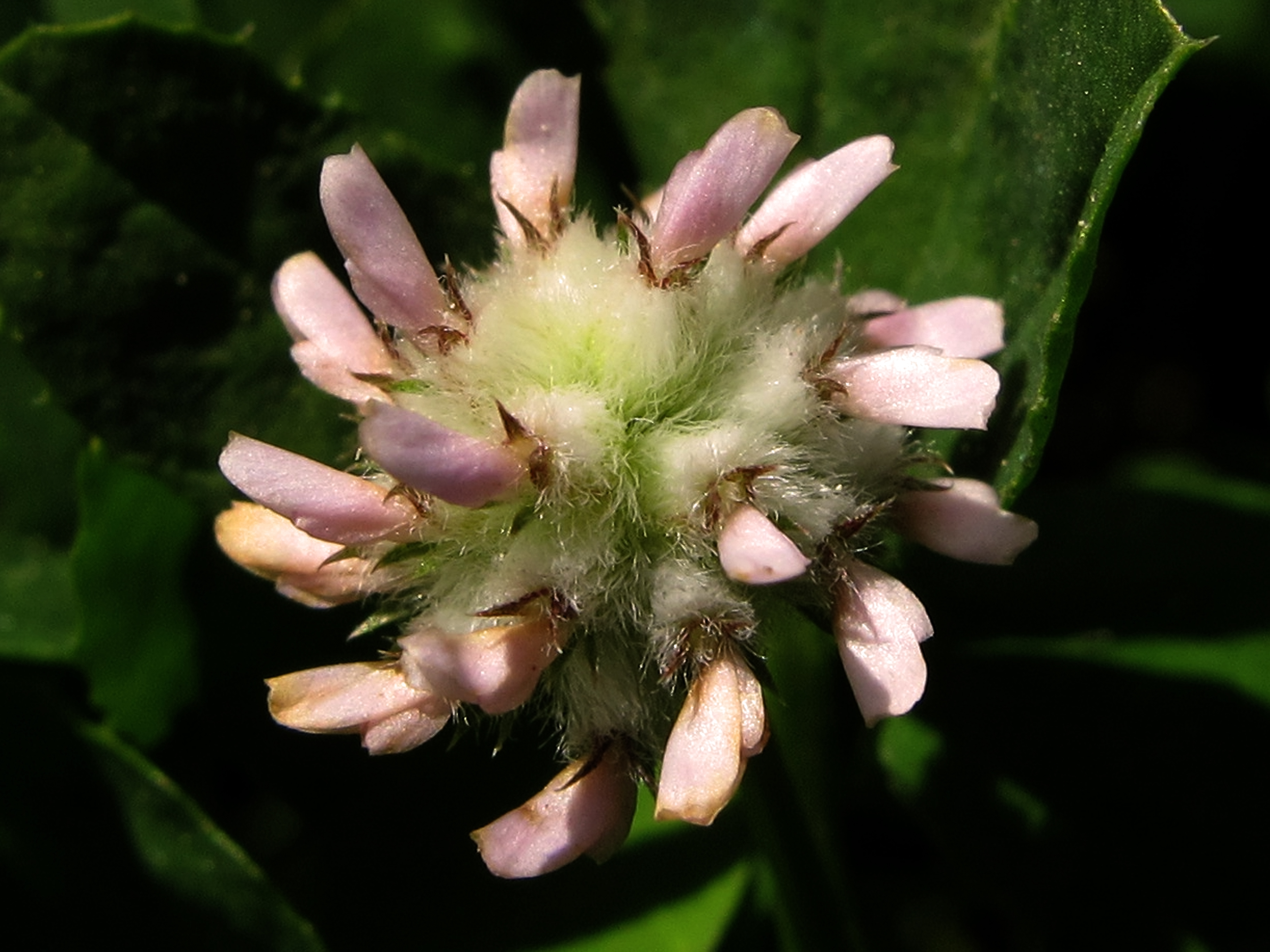
Blütenstand

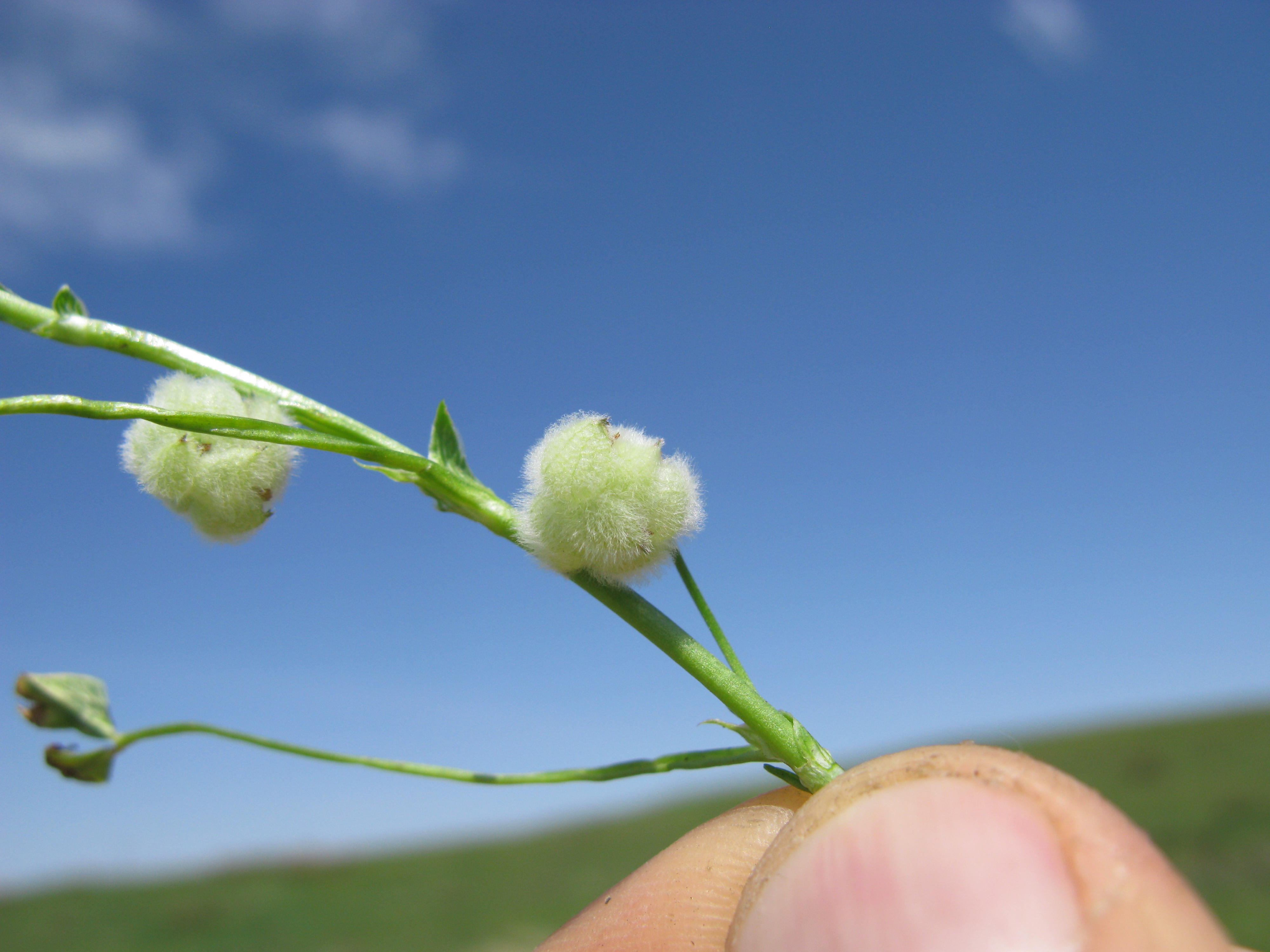
Fruchtstand

## Vegetative Merkmale
Der Filz-Klee ist eine einjährige  Pflanze, die Wuchshöhen von 5 bis 25 Zentimetern erreicht. Der niederliegende und kahle Stängel ist reich verzweigt.
Die Laubblätter sind in Blattstiel und -spreite gegliedert. Die Blattspreite ist dreizählig unpaariggefiedert. Die Blättchen sind eiförmig, scharf gezähnt, an der Unterseite behaart und an der Oberseite kahl, die Nerven sind deutlich erkennbar.

## Generative Merkmale
Die Blütezeit reicht von März bis April. Die Blüten sind über achselständigen, kurzen Blütenstandsschäften, in bei einer Größe von 6 bis 9 Millimetern kugeligen und köpfchenförmigen Blütenständen angeordnet, zur Fruchtzeit sind die Fruchtstände blasig auf 8 bis 15 Millimeter vergrößert. Die, kleinen Blüten sind mehr oder weniger sitzend und so gedreht, dass die Fahne nach unten und das Schiffchen nach oben zeigt.
Die zwittrige, rosafarbene Blüte ist zygomorph mit doppelter Blütenhülle. Der Kelch misst 2 bis 3 Millimeter, ist zweilippig, hat bis 1 Millimeter lange Kelchzähne und eine weißfilzig behaarte Kelchröhre. Während der Fruchtzeit sind die Zähne kaum sichtbar und seine Oberlippe ist stark aufgeblasen und netzartig geadert. Die Fahne misst 3 bis 4 Millimeter.
Die häutige Hülsenfrucht enthält nur einen Samen.
Die Chromosomenzahl beträgt 2n = 16.

## Vorkommen
Der Filz-Klee kommt im Mittelmeerraum, auf den Kanaren, in Nordafrika bis zum nordöstlichen Sudan und in Südwestasien vor. In Europa hat er ursprüngliche Vorkommen in den Ländern Portugal, Spanien, Frankreich, Italien, im früheren Jugoslawien, Albanien, Griechenland und in der Türkei.
Der Filz-Klee gedeiht auf Grasfluren und Wegrändern in Höhenlagen bis 1500 Metern.

## Taxonomie
Die Erstveröffentlichung von Trifolium tomentosum 1753 durch Carl von Linné in Species Plantarum, Tomus II, Seite 771. 